# اپسیلون کبوتر
اپسیلون کبوتر یک ستاره است که در صورت فلکی کبوتر قرار دارد.